# Julio Cezar Neves
Julio Cezar Neves (nascido no Rio de Janeiro) é um engenheiro de produção brasileiro, formado na UFRJ, pós-graduado em informática pelo IBAM e analista de suporte de sistemas. Foi diretor de Informática do IplanRIO, que é o órgão de TI da Prefeitura Municipal do Rio de Janeiro. Atualmente é professor universitário de informática e consultor do UNFPA, ou Fundo de População das Nações Unidas (ONU).

## Importância na história do Software Livre
Julio Cezar trabalha como Analista de Suporte de Sistemas desde 1969.  Trabalha com Unix desde 1980, quando fez parte da equipe que desenvolveu o SOX, sistema operacional Unix-Like, da Cobra Computadores. Pela sua experiência na construção do Software tem desenvolvido várias palestras nos eventos de informática como FISL, LatinoWare e Congressos de Informática no Brasil e no exterior, sendo hoje a referência de programação em Shell Script e migração para Software Livre.

## Publicações

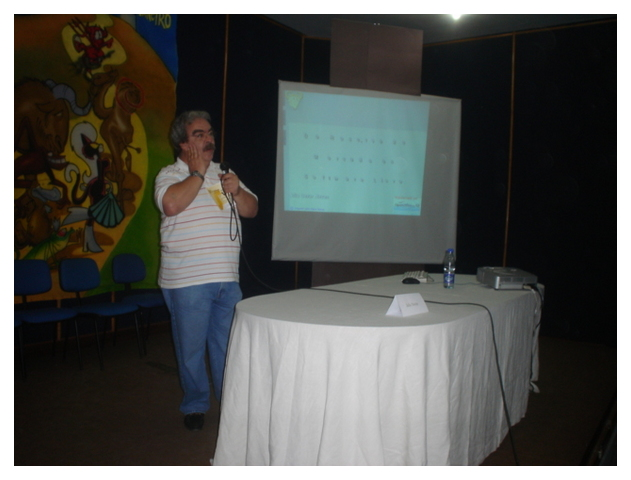
Julio Neves ministrando palestra na 3ª Semana de Software Livre da UNIRIO.

- Livro Programação Shell Linux 13ª edição;
- Livro Bombando o Shell 1ª edição;
- Coluna na revista Linux Magazine;
- Um livro livre de Shell na Internet